# United States Army Corps of Engineers
Lo United States Army Corps of Engineers, in italiano: Corpo di Ingegneri dell'Esercito degli Stati Uniti, abbreviato in USACE, è la sezione dell'esercito statunitense specializzata in ingegneria e progettazione, equivalente quindi al Corpo ingegneri italiano. Anche se generalmente viene associata con dighe, canali e ripari contro le inondazioni negli Stati Uniti, lo USACE è in realtà coinvolto in una vasta gamma di opere pubbliche di sostegno per la nazione attraverso il mondo sotto il comando dello United States Department of Defense.